# Brownlowia dictyopsila
Brownlowia dictyopsila är en malvaväxtart som beskrevs av Karl Ewald Maximilian Burret. Brownlowia dictyopsila ingår i släktet Brownlowia och familjen malvaväxter. Inga underarter finns listade i Catalogue of Life.